# A LIFE〜愛しき人〜
『A LIFE〜愛しき人〜』（ア ライフ いとしきひと）は、2017年1月15日から3月19日まで毎週日曜21時 - 21時54分に、TBS系「日曜劇場」枠で放送されたテレビドラマ。主演は木村拓哉でSMAP解散後の連続ドラマ主演作であり、ヒロインの竹内結子との共演は『プライド』以来13年ぶりである。
手術室前の廊下と手術室の一部のロケ地には、北里大学病院の4階の総合手術センターが使用されている。

## あらすじ
医師として駆け出しのころ、親友の思惑により病院を追われ、恋人を置いて単身アメリカのシアトルに渡った外科医・沖田一光。10年後、かつての恋人の父（院長）に請われて医師として壇上記念病院に勤めはじめる。10年の歳月を経て待ち受けていたのは、再会した元恋人、親友、そして一癖も二癖もある医師や看護師たち。人間としての想いが知らず知らずのうちに沖田を、病院内でうごめくさまざまな人たちの思惑や親友との対立に巻き込んでゆく。

## 登場人物

### 主要人物
沖田 一光（おきた かずあき）
演 - 木村拓哉
日報大学医学部出身。心臓血管と小児外科が専門の外科医。恋人を日本に残してアメリカ・シアトルで修行。経験を積み超一流の技術を持つ外科医となった。その腕を買われて､恩師でもある東京の大病院の壇上記念病院院長の手術を任される。
院長を救った後、院長からの誘いを一旦は断るも、壮大から深冬の手術をするよう頼まれ、日本に残る。
医者が患者に口にするのは本来よくないとされる「大丈夫」という言葉をよく用いる。第2話では病院を守るため患者の再手術を拒む壮大に「絶対大丈夫」「俺の大丈夫には根拠がある」と主張し、再手術の許可を懇願した。
「オペは準備で全てが決まる」という信念を持つ。
壇上 深冬（だんじょう みふゆ）
演 - 竹内結子
壇上記念病院院長の娘で小児外科医。沖田のかつての恋人。
一見すると健康体であるが、実は脳内に大きな腫瘍を抱えており、放っておけば確実に死ぬ運命にある。
井川 颯太（いがわ そうた）
演 - 松山ケンイチ
心臓血管外科医。関東外科医学会会長の父を持ち、ゆくゆくは「満天橋大学病院」を継ぐ2世医師。柴田にほのかな恋心を抱いている。
柴田 由紀（しばた ゆき）
演 - 木村文乃
一流オペナース。沖田を慕っている。沖田からは「俺にとって彼女以上のオペナースはいない」と評されている。
榊原 実梨（さかきばら みのり）
演 - 菜々緒
壇上記念病院の顧問弁護士。壮大とは男女の関係にある。
羽村 圭吾（はむら けいご）
演 - 及川光博
第一外科部長であり心臓血管外科専門の医師。壇上壮大に複雑な感情を抱いている。
壇上 壮大（だんじょう まさお）
演 - 浅野忠信
副院長兼脳外科医。深冬の夫。旧姓：鈴木。脳外科医としての腕は確かであるが、経営手腕に関しても敏腕で、その腕を虎之助に乞われて檀上家の入り婿という形で深冬と結婚する。しかし、深冬との間に娘の莉菜を儲け、娘への人並みの愛情を持つ父親である一方で、かつて沖田と交際していた深冬のことを愛しながらも心の底から信じられず、榊原と男女の仲になるという屈折した心を持つ。
脳外科医でありながら脳内に大きな腫瘍を持つ深冬を救うための手術方法を見つけることが出来ず、その事実を深冬や虎之助にも伝えられないでいたが、沖田に事実を打ち明けた上で手術の方法を見つけてもらうよう頼む。
沖田とのプライベートでの会話では、彼を「カズ」の愛称で呼んでいる。一方で一心からは「そうだい君」と呼ばれている。

### 壇上記念病院
壇上 虎之助（だんじょう とらのすけ）
演 - 柄本明
院長。深冬の実父。心臓の病を患った際、沖田にオペを担当して欲しいと望んだことが、物語の始まりとなる。
真田 隆之（さなだ たかゆき）
演 - 小林隆
事務長。
赤木 麗子
演 - ちすん
第一外科の医師。
黒谷 亮
演 - 安井順平
第一外科の医師。
白川 哲雄
演 - 竹井亮介
第一外科の医師。
三条千花
演 - 咲坂実杏
オペ室看護師。沖田との相性がよくなかったが、克服する。
茶沢 達彦
演 - 谷口翔太
小児外科の医師。
青山
演 - 一ノ光明
小児外科の医師。
萩原
演 - 貴山侑哉
小児外科部長。

### その他
沖田 一心（おきた いっしん）
演 - 田中泯
一光の父。寿司屋を営んでいる。
壇上 莉菜（だんじょう りな）
演 - 竹野谷咲
深冬と壮大の娘で虎之助の孫。5歳。

### ゲスト

#### 第2話
森本 洋造
演 - 平泉成
井川が担当した和菓子職人の患者。虎之助とは顔見知り。
森本 達也
演 - 近藤公園
洋造の息子。和菓子職人。
井川 勇
演 - 堀内正美
颯太の父。「満天橋大学病院」院長。（第7話）

#### 第3話
成田 友梨佳
演 - 石井心咲
7歳の患者。
成田 美保
演 - 紺野まひる
友梨佳の母。
竹中 浩一
演 - 谷田歩
「あおい銀行」行員。（第5・7・9話）
久島 健
演 - 中津川朋広
「あおい銀行」行員。（第5・7・9話）
蒲生
演 - 越村公一
「慶安大学病院」小児外科教授。

#### 第4話
片山 修造
演 - 鶴見辰吾
「片山関東病院」院長。
片山 孝幸
演 - 忍成修吾
「片山関東病院」心臓血管外科医師。修造の息子。
西山 弥生
演 - 峯村リエ
「壇上記念病院」看護師長。（第5話）

#### 第5話
山本 輝彦
演 - 武田鉄矢
「桜坂中央病院」の副院長。壇上壮大と羽村の大学時代の恩師であり心臓外科の権威。
風間 義男
演 ‐ 須田邦裕
教師。山本の患者。

#### 第6話
榊原 達夫
演 ‐ 高木渉
榊原の実父。（最終話）
斉藤
演 ‐ 梅沢昌代

#### 第7話
児島 由貴子
演 ‐ 財前直見
道山 茜
演 ‐ 蒔田彩珠
道山 宏之
演 ‐ 黒田大輔

#### 第8話
上野 豊子
演 ‐ 山口美也子
虎之助の妹。（最終話）

#### 第9話
草野 康浩
演 ‐ 佐々木勝彦
「脳神経外科学会」理事長。
安井 友樹
演 ‐ 藤本飛龍
安井 亮子
演 - 土井きよ美
友樹の母。
安井 久乃
演 ‐ 茅島成美
友樹の祖母。

## スタッフ
- 脚本：橋部敦子
- 音楽：佐藤直紀
- 主題歌：B'z「Still Alive」（VERMILLION RECORDS）[4]
- 後援：東京都医師会
- 特別協力：昭和大学江東豊洲病院
- 総合医療監修：天野篤
- 医療監修：順天堂大学医学部附属順天堂医院
- 編成：辻有一
- 監督補：塩崎遵
- 演出補：八木一介
- 協力プロデューサー：植田春菜
- アシスタントプロデューサー：大河原美奈
- 企画：植田博樹
- プロデュース：瀬戸口克陽、東仲恵吾
- 演出：平川雄一朗、加藤新、木村ひさし
- 製作著作：TBS

## 放送日程
| 各話                                                                         | 放送日  | サブタイトル                         | 演出       | 視聴率 |
| ---------------------------------------------------------------------------- | ------- | ------------------------------------ | ---------- | ------ |
| 第1話                                                                        | 1月15日 | 帰ってきた職人外科医!! 宿命の再会    | 平川雄一朗 | 14.2%  |
| 第2話                                                                        | 1月22日 | 俺の患者!! 譲れない医師の信念        | 平川雄一朗 | 14.7%  |
| 第3話                                                                        | 1月29日 | 決断!! 患者の未来をかけた戦い        | 加藤新     | 13.9%  |
| 第4話                                                                        | 2月05日 | ナースのプライド                     | 加藤新     | 12.3%  |
| 第5話                                                                        | 2月12日 | 恩師の医療ミス                       | 平川雄一朗 | 13.9%  |
| 第6話                                                                        | 2月19日 | 究極のモンスターペイシェント         | 木村ひさし | 15.3%  |
| 第7話                                                                        | 2月26日 | 最後の患者は14歳の乳がん!?           | 加藤新     | 14.5%  |
| 第8話                                                                        | 3月05日 | 親父のオペ!! まさかの不覚…           | 平川雄一朗 | 15.7%  |
| 第9話                                                                        | 3月12日 | 最終幕!! 命運を握る最後の選択        | 木村ひさし | 14.7%  |
| 最終話                                                                       | 3月19日 | 救いたい!! 愛しき人の命…宿命の行方!! | 平川雄一朗 | 16.0%  |
| 平均視聴率14.5% （視聴率はビデオリサーチ調べ、関東地区・世帯・リアルタイム） |         |                                      |            |        |

## 受賞
- 第92回ザテレビジョンドラマアカデミー賞 助演男優賞（浅野忠信）[7]

### 参照話数
1. 1 2 3 4 5  第1話。
2. ↑  第2話。
3. ↑  第4話。